# شاتو فرونتناک

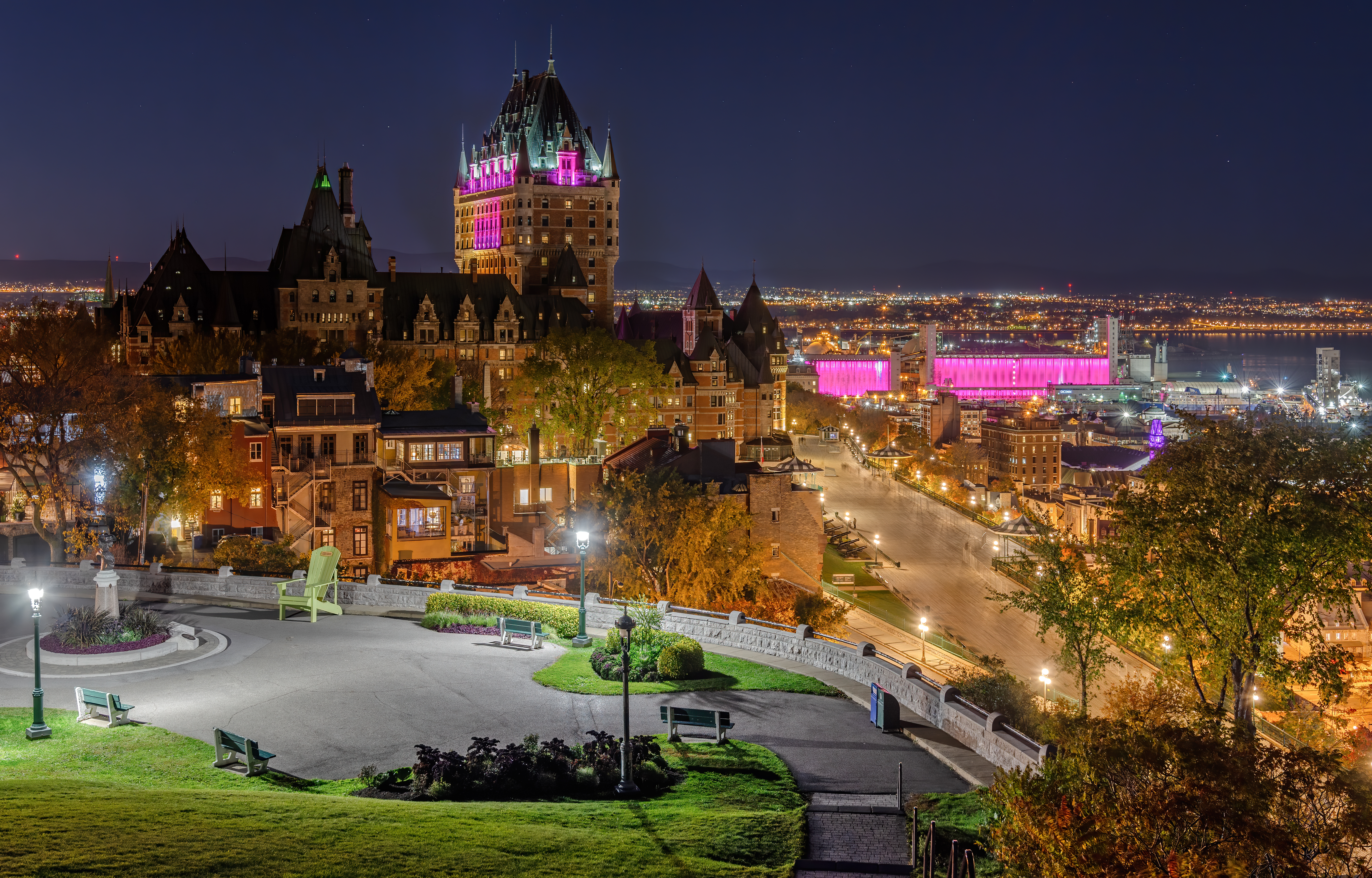
نگاره‌ای در شب از شاتو فرونتناک.

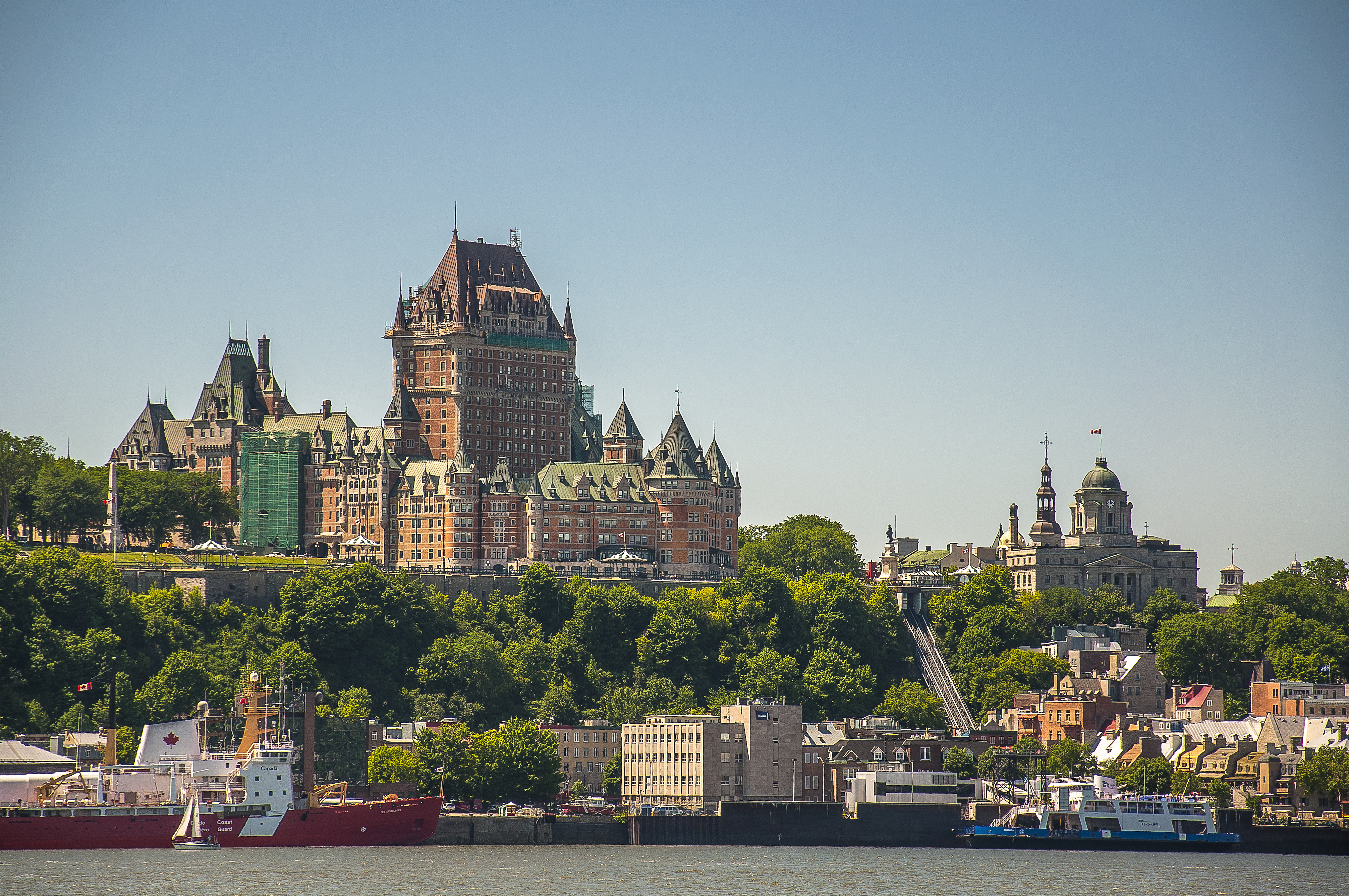
نمای از هتل شاتو فرونتناک

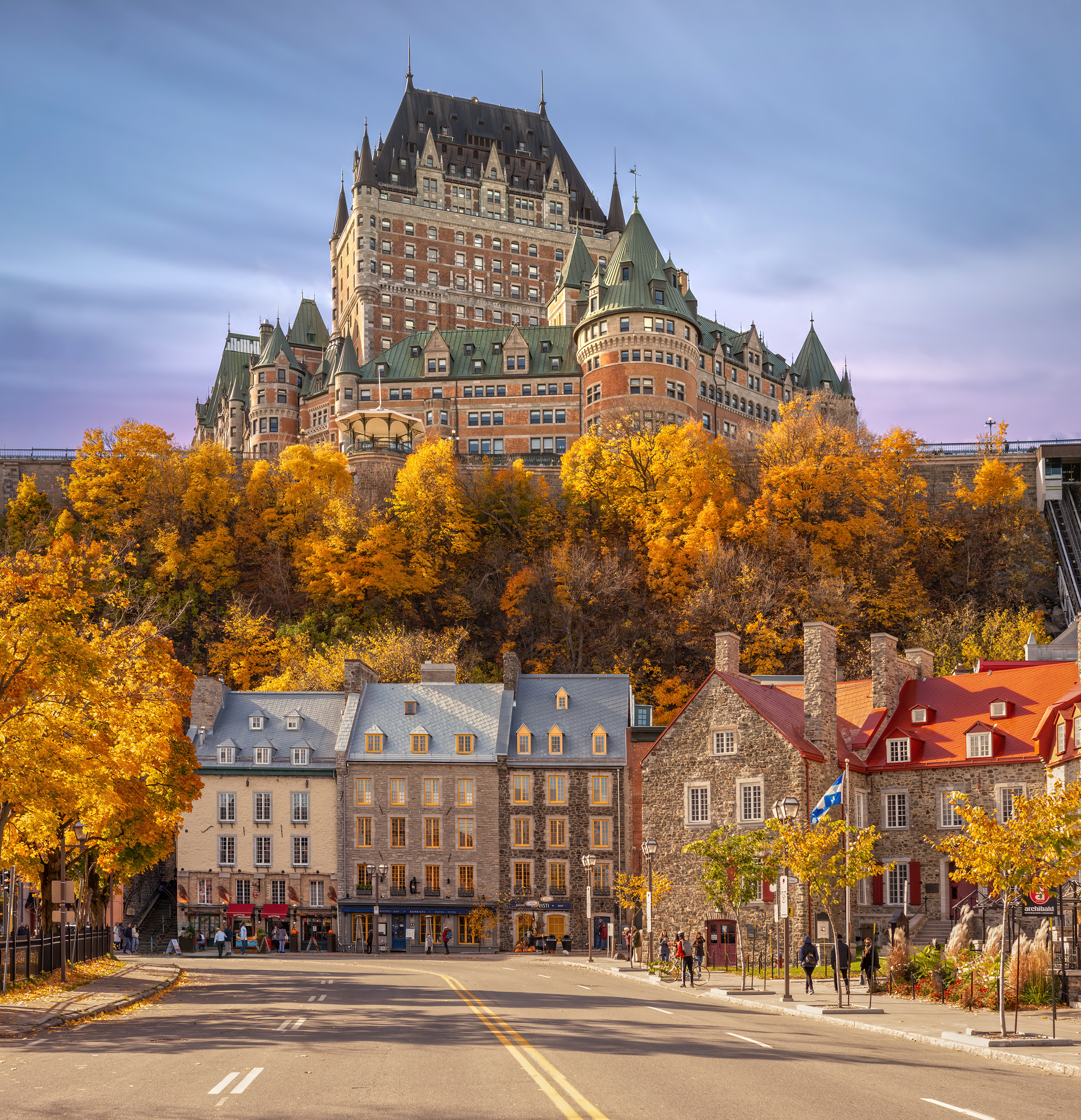
نمایی از هتل ۵ ستارهٔ له‌شاتو فرونته‌ناک و نمایی از بخش قدیمی شهر کِبِک در پایین تپه.

شاتو فرونتِ‌ناک (به فرانسوی: Château Frontenac) یک هتل مجلل تاریخی و از لندمارک‌های شهر کِبِک، کانادا است. هتل در منطقه تاریخی شهر واقع شده‌ست.
این هتل توسط بروس پرایس طراحی شده و توسط راه‌آهن کانادا پسیفیک ساخته شده‌ست. در حال حاضر هتل توسط گروه هتل‌های فرمانت مدیریت می‌شود.